# Milano-Modena 1912
La Milano-Modena 1912, sesta edizione della corsa, si svolse il 29 settembre 1912 su un percorso di 276 km. La vittoria fu appannaggio dell'italiano Carlo Durando, che completò il percorso in 8h45'00", alla media di 31,543 km/h, precedendo il connazionale Angelo Gremo ed il belga Charles Deruyter.
Sul traguardo di Modena 23 ciclisti, su 29 partiti da Milano, portarono a termine la competizione.

## Ordine d'arrivo (Top 10)
| Pos. | Corridore           | Squadra | Tempo    |
| ---- | ------------------- | ------- | -------- |
| 1    | Carlo Durando       | Peugeot | 8h45'00" |
| 2    | Angelo Gremo        | Peugeot | s.t.     |
| 3    | Charles Deruyter    | Peugeot | a 19'00" |
| 4    | Leopoldo Torricelli | Maino   | s.t.     |
| 5    | Gaetano Caravaglia  | -       | s.t.     |
| 6    | Pierino Albini      | Gerbi   | s.t.     |
| 7    | Lauro Bordin        | Gerbi   | s.t.     |
| 8    | Carlo Oriani        | Stucchi | s.t.     |
| 9    | Pietro Aymo         | Bianchi | s.t.     |
| 10   | Ugo Agostoni        | Peugeot | s.t.     |